# Kiragandur, Somvarpet
Kiragandur là một làng thuộc tehsil Somvarpet, huyện Kodagu, bang Karnataka, Ấn Độ.